# Jack Griffo
Jack Davis Griffo (Orlando, 11 dicembre 1996) è un attore statunitense, noto per le sue interpretazioni da protagonista nei film televisivi I Murphy e Adam & Adam e per aver interpretato il ruolo di Max Thunderman nella sitcom  I Thunderman di Nickelodeon.

## Biografia
Nato a Orlando, in Florida, Jack Griffo ha recitato il suo primo spot all'età di due anni. A dodici anni ha fatto l'audizione per il teatro della sua comunità locale e ha vinto i suoi primi ruoli teatrali in A Christmas Story e To Kill A Mockingbird. Un responsabile locale lo incoraggiò a compiere un viaggio a Los Angeles per le riunioni con agenti che gli offrirono numerose offerte. La sua famiglia si trasferì ufficialmente a Los Angeles nel settembre 2010, dove Jack seguì corsi di recitazione e improvvisazione, e, iniziò a sviluppare la sua presenza online con musica e video.
È apparso in diverse serie televisive della Disney e di Nickelodeon, tra cui Kickin' It - A colpi di karate, Marvin Marvin, Jessie e See Dad Run. Nel 2013 prende parte, come protagonista, alla nuova serie televisiva di Nickelodeon I Thunderman, una famiglia di supereroi che possiede dei superpoteri. Ha recitato anche nel film I Murphy nel ruolo di Brett. Ha recitato accanto a Isabela Moner, Tony Cavalero e Jace Norman nel film di Nickelodeon Adam & Adam, trasmesso a febbraio 2015.
Ha un canale YouTube in cui pubblica brani musicali. In seguito, ha pubblicato un singolo, Hold Me, con il suo amico Kelsey, il 17 ottobre 2011, il cui video musicale è stato pubblicato il 29 ottobre 2011 e ha ricevuto oltre 5 milioni di visualizzazioni.
Ha pubblicato il suo singolo di debutto come cantante solista, Slingshot, il 13 novembre 2013, con Douglas James. Il video musicale è stato pubblicato sul suo canale YouTube il 14 gennaio 2014 e ha ricevuto oltre 3 milioni di visualizzazioni.
Nel 2016 ha recitato nel finale della settima stagione della serie NCIS: Los Angeles nel ruolo di un cadetto militare di nome McKenna.
Nel 2017 ha interpretato il ruolo di Sebastian nel film per famiglie Apple of My Eye. Nello stesso anno è stato scritturato nei panni di Noah nel film drammatico indipendente That Left Behind.

## Filmografia

### Attore

#### Cinema
- Sound of My Voice, regia di Zal Batmanglij (2011)
- American Hero, regia di Ariel Fournier (2012)
- Apple of My Eye (2017)
- Those Left Behind (2017)
- The 2nd - Uno contro tutti (The 2nd), regia di Brian Skiba (2020)
- I Thunderman - Il ritorno (The Thundermans Return), regia di Trevor Kirschner (2024)

#### Televisione
- Le pazze avventure di Bucket e Skinner – serie TV (2011)
- Kickin' It - A colpi di karate – serie TV (2011)
- What I Did Last Summer: First Kiss (2012)
- Marvin Marvin – serie TV (2013)
- Un papà da Oscar – serie TV, 3 episodi (2013)
- I Murphy (Jinxed), regia di Stephen Herek – film TV (2013)
- Jessie – serie TV (2013)
- I Thunderman – serie TV (2013-2018)
- Back-Up Beep Beep System (2014)
- Sharknado 3 (Sharknado 3: Oh Hell No!), regia di Anthony C. Ferrante – film TV (2015)
- Nicky, Ricky, Dicky & Dawn – serie TV (2015)
- Adam & Adam (Splitting Adam), regia di Scott McAboy – film TV (2015)
- Henry Danger – serie TV (2016)
- NCIS: Los Angeles – serie TV (2015)
- Paradise Run – programma TV, 7 episodi (2016-2017)
- Knight Squad – serie TV (2018)
- School of Rock – serie TV (2018)
- Alexa & Katie – serie TV (2018)
- Love Daily – serie TV (2018)
- I Thunderman in missione – 10 episodi, serie TV (2025- in corso)

### Doppiatore
- A casa dei Loud – serie animata, episodio Fandom Pain (2018)

## Discografia

### Da solista
Singoli
- 2013 – Slingshot (feat. Douglas James)
- 2017 – Worst Guy at the Beach (Kira Kosarin, feat. Jack Griffo)

### Con i Kid Baron
EP
- 2025 – Falling Forward

Singoli
- 2022 – Work It Somehow
- 2022 – Best Shot
- 2023 – Let Me Go
- 2023 – Be My Baby (con i Magic Guanti)
- 2023 – Everybody Needs Somebody (con Aj Perdomo)
- 2025 – Outrun Myself
- 2025 – Play The Fool

## Doppiatori italiani
Nelle versioni in italiano delle opere in cui ha recitato, Jack Griffo è stato doppiato da:
- Alessandro Capra ne I Thunderman, Adam & Adam, I Murphy, Henry Danger, Un papà da Oscar, Nickelodeon Not so Valentine's Special, Best.Worst.Weekend.Ever., Il mitico campo estivo, Nicky, Ricky, Dicky & Dawn, SpongeBob, Apple of my eye, I Thunderman - Il ritorno
- Alex Polidori in The 2nd - Uno contro tutti
- Alberto Franco in Love Daily
- Niccolò Guidi in Alexa & Katie

## Riconoscimenti
- Nickelodeon Kids' Choice Award
  - 2014 – Candidato come Miglior attore televisivo per I Thunderman[5]
  - 2015 – Candidato come Miglior attore televisivo per I Thunderman[6]
  - 2016 – Candidato come Personaggio maschile televisivo per I Thunderman[7]
  - 2017 – Candidato come Personaggio maschile televisivo per I Thunderman[8]
  - 2018 – Candidato come Personaggio maschile televisivo per I Thunderman[9]